# Puerto Guarani
Puerto Guarani é uma cidade do departamento de Alto Paraguay, Paraguai.